# Шах, Амит
Амит Шах (англ. Amit Kaushik Shah, родился 26 апреля 1981 г.) — британский актёр, известен своими ролями в сериале канала ITV «Честность» (2008) и комедийной драме канала Channel 4 «Сожители» (2016), а также в фильмах «Неверный» (2010), «Окончательный счет» (2018) и «Курьер» (2019).

## Ранние годы
Амит Шах родился в Энфилде, Англия. Родители Шаха были родом из Кении, а его бабушка и дедушка из Гуджарата, Индия. Его отец — бухгалтер, а мать — менеджер магазина здорового питания. Амит получил главную роль в школьной пьесе в возрасте 16 лет. Он изучал актёрское мастерство в университете Стаффордшира, а затем продолжил обучение в Лондонской академии музыкального и драматического искусства в Западном Лондоне. В 2003 году директор школы разрешил Амиту досрочно закончить учёбу, чтобы он мог начать репетиции для вест-эндского мюзикла «Bombay Dreams», продюсером которого выступил Эндрю Ллойд Уэббер.

## Карьера
В 2006 году Амиту предложили роль в пьесе «Королевская охота за солнцем» в Королевском Национальном Театре, далее он играл и в других постановках, в том числе «Алхимик», за которую он был номинирован на премию Яна Чарльсона. Амит также сыграл главную роль в пьесе «The Man of Mode» вместе с Томом Харди, Рори Кинниром и Хейли Этвелл.
С 2006 года Амит также снимался в различных телевизионных шоу. Среди его наиболее заметных ролей — Санни в сериале на канале BBC One «Hospital People», Фред в сериале «Сожители» и Торкве в сериале от студии Netflix «Ведьмак».
Первую крупную роль в художественном фильме Амит сыграл в 2014 году в фильме «Пряности с страсти», в котором он снялся вместе с Хелен Миррен и Омом Пури.

## Фильмография
| Год      | Фильм                             | Роль                          |
| -------- | --------------------------------- | ----------------------------- |
| 2006 г.  | Читая мысли                       | Радж Мехта                    |
| 2009 год | Тринадцатый семестр               | Асвин                         |
| 2010 год | Эта замечательная загробная жизнь | Мужчина 6 на быстром свидании |
| 2010 год | Неверный                          | Рашид Насир                   |
| 2013     | Уличные танцы 3: Все звезды       | Учитель                       |
| 2014 год | Пряности с страсти                | Мансур                        |
| 2015 год | Вой                               | Мэтью                         |
| 2017 год | Дыши ради нас                     | доктор Хан                    |
| 2018 год | Окончательный счет                | Фейсал                        |
| 2018 год | Агент Джонни Инглиш 3.0           | Самир                         |
| 2019 год | Обыкновенная любовь               | Стив                          |
| 2019 год | Рождество на двоих                | Энди                          |
| 2019 год | Курьер                            | Ник Марч                      |

## Телевидение
| Год      | Заголовок            | Роль                | Примечания                  |
| -------- | -------------------- | ------------------- | --------------------------- |
| 2008 год | Честность            | Реза Чадхури        | 6 серий                     |
| 2009 год | Всё включено         | Викрам              | 1 серия                     |
| 2009 год | Катастрофа           | Джейк Милнс         | 1 серия                     |
| 2010 год | Виртуозы             | Ашур Ольмерт        | 1 серия                     |
| 2010 год | Кухня                | Аксель              | 6 серий                     |
| 2011 год | Черное зеркало       | Джек                | Эпизод: «Национальный гимн» |
| 2013     | Лиллехаммер          | Вишванатан          | 3 серии                     |
| 2014 год | Дым                  | Ник Чандракла       | 5 серий                     |
| 2015 год | Безмолвный свидетель | Доктор Рави Диллон  | 1 сериая                    |
| 2015 год | Джекил и Хайд        | Брэнниган           | 8 серий                     |
| 2016 год | Сожители             | Фред                | 6 серий                     |
| 2016 год | Охота на оленей      | Мекс                | 3 серии                     |
| 2017 год | Граф Артур Стронг    | Карл                | 1 серия                     |
| 2018 год | Доктор Кто           | Рахул               | 1 серия                     |
| 2019 год | Тёмные начала        | Доктор Рендал       | 1 серия                     |
| 2019 год | Ведьмак              | Торкве              | 1 серия                     |
| 2022 год | Счастливая долина    | Фейсал Бхатти       | 6 серий                     |
| 2023 год | Смерть в раю         | Сунил Сингх Кирмани | 1 серия                     |